# Definição lexical
A definição lexical de um termo, também conhecida como definição do dicionário, é o significado do termo em uso comum. Como o seu outro nome implica, este é o tipo de definição é provável encontrar no dicionário. Uma definição léxica é geralmente o tipo esperado de uma solicitação de definição, e é geralmente esperado que tal definição será declarada tão simples quanto possível para transmitir informações para o público mais amplo.
Observe que uma definição lexical é descritiva, relatando o uso real dentro de falantes de uma linguagem, e muda com a mudança de uso do termo, ao invés de prescritiva, que seria ficar com uma versão considerada como "correta", independentemente da deriva no significado aceito . Eles tendem a ser inclusivos, tentando capturar tudo o que o termo é usado para se referir, e como tal são muitas vezes demasiado vago para muitos propósitos.
Quando a amplitude ou a imprecisão de uma definição lexical é inaceitável, uma definição precisa ou uma definição estipulada é frequentemente usada.
As palavras podem ser classificadas como lexicais ou gramaticais. As palavras lexicais são aquelas que possuem significado independente (como substantivo (N), verbo (V), adjetivo (A) ou advérbio (Adv).
A definição que relata o significado de uma palavra ou uma frase como ela é realmente usada por pessoas é chamada de definição lexical. Significados das palavras dadas em um dicionário são definições lexicais. Como uma palavra pode ter mais de um significado, também pode ter mais de uma definição lexical.
Definições léxicas são verdadeiras ou falsas. Se a definição é a mesma que o uso real da palavra, então é verdade, caso contrário, é falso.